# Northwood Cemetery
Northwood Cemetery – cmentarz komunalny w północno-zachodnim Londynie, w gminie Hillingdon, w dzielnicy Northwood. Otwarty w 1915 roku, zajmuje obszar o powierzchni nieco ponad 6 ha (15 akrów).
Na cmentarzu znajduje się 121 grobów wojennych, nad którymi opiekę sprawuje Komisja Grobów Wojennych Wspólnoty Narodów (Commonwealth War Graves Commission). Pochowanych jest tu 116 żołnierzy poległych podczas II wojny światowej, w tym 53 Polaków  i 1 Czech (Josef František) – wszyscy służący w Polskich Siłach Powietrznych, ponadto 58 Brytyjczyków, 3 Nowozelandczyków i 1 żołnierz w służbie Indii Brytyjskich. Większość pochowanych pełniła służbę w oddalonej o kilka kilometrów na południe od cmentarza bazie lotniczej RAF Northolt. Na cmentarzu znajdują się także cztery groby brytyjskie z okresu I wojny światowej i jeden z okresu międzywojennego. Miejsce pochówku m.in. lotnika Jerzego Bajana.